# Kasolite
La kasolite est un minéral radioactif du groupe des silicates et du sous-groupe des nésosilicates. Il a été découvert en 1921 et porte le nom de la ville de Kasolo en République démocratique du Congo.

## Caractéristiques
La kasolite est un silicate contenant du plomb et de l'uranium, c'est donc un minéral radioactif. Elle est principalement jaune, mais peut également être brun jaunâtre, rouge orangé et parfois verte, avec un trait de couleur brun jaunêtre. Elle cristallise dans le système monoclinique, formant des cristaux prismatiques. Sa dureté oscille entre 4 et 5 sur l'échelle de Mohs et sa densité est de 6,5 g/cm³. Son éclat est normalement gras, bien qu'il puisse être également semi-adamantin ou mat.

## Classification
Selon la classification de Nickel-Strunz, la kasolite appartient à "09.AK : Nésosilicates (tétraèdres isolés), nésosilicates et polysilicates d'uranyle" avec les minéraux suivants : soddyite, cuprosklodowskite, oursinite, sklodowskite, boltwoodite, natroboltwoodite, uranophane-β, uranophane, swamboïte, haiweéite, métahaiweéite, ranquilite, weeksite, coutinhoïte, ursilite, magnioursilite, calcioursilite et uranosilite.

## Formation
La kasolite se trouve comme produit d'oxydation de l'uraninite. Il est généralement associé à d'autres minéraux tels que : uraninite, torbernite, curite, dewindtite, rutherfordine et sklodowskite.